# Религиозная космология
Религиозная космология — религиозное объяснение происхождения, эволюции и возможной судьбы Вселенной. Религиозная космология включает в себя такие представления, как миф о сотворении мира, верования о последующей эволюции мира, о его нынешней форме и природе, а также о возможной судьбе или предназначении Вселенной. Различные традиции в религии или религиозной мифологии предлагают свои объяснения того, почему, как и зачем всё устроено именно так.
Религиозные космологии описывают структуру Вселенной в терминах мира, в котором обычно живут люди, к которому добавлены другие измерения; например, семь измерений религии — ритуальное, опытное или эмоциональное, мифическое, доктринальное, этическое, социальное и материальное. Религиозные мифологии могут включать в себя описания акта или процесса творения богом-творцом или целым пантеоном божеств, объяснения преобразования хаоса в порядок или утверждение, что существование — это бесконечные циклические преобразования.
Религиозная космология отличается от строго научной космологии, основанной на результатах изучения астрономии, и от подобных областей научного знания; она может отличаться представлениями о физической структуре мира и нашем месте во Вселенной, её создании, а также прогнозами или предсказаниями относительно её будущего. Рамки религиозной космологии шире, чем строго научная космология (физическая космология), в том смысле, что религиозная космология не ограничивается экспериментальным наблюдением, проверкой гипотез и предложениями теорий; например, религиозная космология может объяснить, почему всё устроено именно так, и предписать, что люди должны делать в связи с этим.
Религиозная космология включает в себя несколько направлений мысли. Есть те, которые имеют индийское происхождение, такие как буддизм, индуизм и джайнизм; религиозные верования Китая; а также верования авраамических религий, таких как иудаизм, христианство и ислам. В прошлом из религиозных космологий не единожды развивалась формальная логика метафизических систем, таких как платонизм, неоплатонизм, гностицизм, даосизм, каббала или Великая цепь бытия.

## Авраамические религии

### Иудаизм и христианство

#### Библейская космология
В представлении древних израильтян вселенная имела вид плоской земли в форме диска, плавающей на воде: небеса вверху, подземный мир внизу. Считалось, что при жизни люди живут на земле, а после смерти — в преисподней. Изначально преисподняя не считалась адом. Только в эллинистические времена (примерно после 330 г. до н. э.) евреи начали принимать греческую идею о том, что преисподняя — это место наказания за проступки, и что праведники будут наслаждаться загробной жизнью на небесах. В этот период старая трехуровневая космология также была широко заменена греческой концепцией сферической Земли, подвешенной в космосе в центре ряда концентрических небес.

#### Творение из ничего
Вера в то, что Бог сотворил материю, называется «творение из ничего» (лат. Creatio ex nihilo). Таково общепринятое воззрение в большинстве конфессий иудаизма и христианства; считается, что единственный несотворённый Бог когда-то сотворил Вселенную (космос).

### Ислам

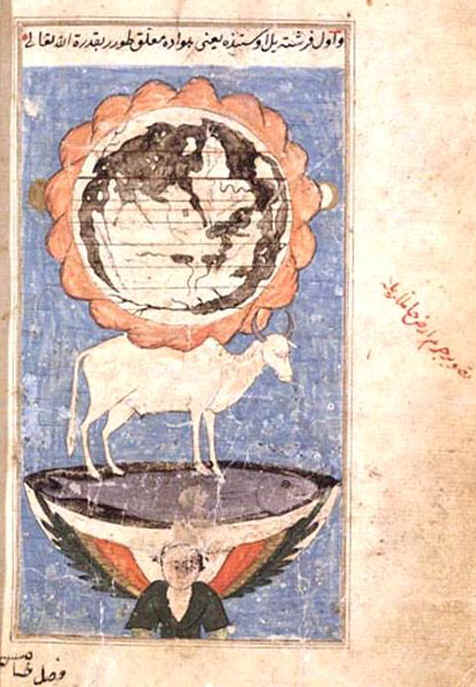
Космология по версии Закарии аль-Казвини. Земля считается плоской и окружена рядом гор, включая гору Каф. Землю поддерживает бык, который стоит на морском чудовище Бахамуте, обитающем в космическом океане; океан расположен внутри чаши, на которой сидит ангел или джинн.

Ислам учит, что Бог является творцом и властелином Вселенной. Исходя из того, что Бог — центральная реальность, существование Вселенной не случайно. Исламские учёные внесли существенный вклад в исследования физической вселенной, включая естественные науки, математику, алхимию. При этом нефизический мир, в том числе небеса и ангелы, тоже считается частью созданной Богом Вселенной.

## Индийские религии

### Буддизм
В буддизме, как и в других индийских религиях, считается, что Вселенная не имеет ни начала, ни конца. Всё существование считается вечным, а бога-творца не существует. Буддизм рассматривает вселенную как постоянно изменяющуюся. Эта космология является основой теории сансары, которая описывает бесконечные циклы возрождения и смерти. В раннем буддизме космология сансары состояла из пяти сфер, через которые вращалось колесо существования. Сюда входили ады (нирайа), голодные призраки (преты), животные (тирьяк), люди (манушья) и боги, райская сфера (дэвы). Позднее к этим пяти сферам была добавлена шестая — полубоги (асуры). Во многих современных буддийских традициях «голодные призраки», «райские сферы», «адские сферы» рассматриваются как ритуальная, литературная и моральная сферы.

### Индуизм
Индуистская космология, подобно буддийской и джайнской, рассматривает всё существование как цикличное. Индуистские тексты, восходящие к древним Ведам, предлагают многочисленные космологические теории. Индуистская культура принимает это разнообразие космологических идей; единой обязательной точки зрения не содержится даже в самом древнем из известных ведических текстов — Ригведе. Вот некоторые из предлагаемых теорий: вселенная циклически создаётся и уничтожается богом или богиней, или вообще не имеет творца; или источником всего является золотое яйцо (Хираньягарбха); или существует самосозданное множество вселенных огромной протяжённости и продолжительности.
Время представлено как циклы (юги) продолжительностью в триллионы лет. В некоторых вариантах центральную роль играет сказочная священная гора Меру.
Помимо представлений о сотворении мира, индуистская космология включает в себя различные представления о структуре вселенной: та содержит от 3 до 12 лок (миров), которые играют роль в концепциях перерождения, сансары и кармы.

### Джайнизм
Джайнистская космология рассматривает лока, или вселенную, как нечто несотворённое, существующее бесконечно долго, не имеющее ни начала, ни конца. Джайнистские тексты описывает Вселенную как имеющую форму человека, стоящего расставив ноги и с руками на поясе. Эта Вселенная, согласно представлениям джайнизма, узкая вверху, широкая в середине и снова становится широкой внизу.

## Китайские представления
Китайская философия включает в себя многочисленные и противоречивые мифы о сотворении мира. Традиционным считается, что мир был создан в китайский Новый год, а животные, люди и многие божества создавались в течение следующих 15 дней. Есть «изначальная вселенная» y-цзи и «изначальное божество» Хунцзюнь Лао-Цзу, вода или ци. Это изначальное божество превратилось в Тайцзи и умножилось, в результате чего получилось всё остальное. Легенда о Пань-гу повествует о бесформенном хаосе, объединившемся в космическое яйцо. Пань-гу появился (или проснулся) и отделил Инь от Ян взмахом своего гигантского топора, создав Землю (мутный Инь) и Небо (светлый Ян). Чтобы держать их отдельно друг от друга, Пань-гу встал между ними и поднял вверх Небо. После смерти Пань-гу он стал всем.

## Гностицизм
Гностические учения появились в одно время с неоплатонизмом. К гностическим относят разнообразные концепции — как монистические, так и дуалистические. Чаще всего в них высшие миры Света, называемые Плеромой, «божественной полнотой», радикально отличаются от низшего мира Материи. В различных гностических трактатах подробно описаны эманации Плеромы и его божеств (называемых эоны), а также предшествующий сотворению мира кризис (эквивалент «падения» в христианском понимании), который дал начало материальному миру, и способ, которым божественная искра может достичь спасения.